# 畑亜貴らじお〜万能に滾る何様〜?
『畑亜貴らじお〜万能に滾る何様〜?』（はたあきらじお ばんのうにたぎるなにさま）は、2010年9月12日から2011年1月1日まで超!A&G+で放送されていたアニラジ番組である。

## 番組概要
畑の音楽やイケないトーク、ゲストとのトークを通してリスナーを滾らせていく。番組名は、畑のシングル「万能に滾る如何様」にちなむ。また、番組挨拶は、かつて行っていた挨拶「えろえろえろーん」にちなんで「たぎたぎたぎーん」である。
放送時間
- 2010年9月12日 - 10月3日

毎週日曜日 20:30 - 21:00
- 2010年10月9日 - 2011年1月1日

毎週土曜日 24:30 - 25:00
パーソナリティ
畑亜貴
テーマソング
- オープニング

オマエのココロは貧乏（歌：畑亜貴、「万能に滾る如何様」より）
- エンディング

万能に滾る如何様（歌：畑亜貴、「万能に滾る如何様」より）

## コーナー
普通に滾ってしまうお便り
ふつおたを紹介する
清純無垢な子供たち-FUDEOROSHI SONG-
リスナーが初めて聞いた畑の楽曲を紹介する
畑亜貴の人生の穴は一つじゃない
リスナーからの悩み相談に畑が応える
今週の思わず滾ってしまう一言
別れの挨拶としてリスナーから寄せられた「滾ってしまう一言」を紹介する

## ゲスト
- 第2回（2010年9月19日） - 清水愛
- 第3回（2010年9月26日） - 美郷あき
- 第4回（2010年10月3日） - 佐藤ひろ美
- 第6回（2010年10月16日） - 橋本みゆき
- 第7回（2010年10月23日） - 小池雅也
- 第8回（2010年10月30日） - yozuca*
- 第9回（2010年11月6日） - 飛蘭
- 第11回（2010年11月20日） - 緒方恵美
- 第12回（2010年11月27日） - 美郷あき
- 第14回（2010年12月11日） - 宇都宮隆
- 第15回（2010年12月18日） - 椎名へきる

| 超!A&G+ 日曜 20:30-21:00枠                                                                       | 超!A&G+ 日曜 20:30-21:00枠                                      | 超!A&G+ 日曜 20:30-21:00枠                                     |
| 前番組                                                                                           | 番組名                                                          | 次番組                                                         |
| ------------------------------------------------------------------------------------------------ | --------------------------------------------------------------- | -------------------------------------------------------------- |
| ノン子とのび太のアニメスクランブル（初回放送） (2010年8月8日〜9月5日） →日曜 23:30 - 24:00に移動 | 畑亜貴らじお 〜万能に滾る何様〜? （2010年9月12日-10月3日）      | It's a Voiceful World〜ラジオショーへようこそ!〜               |
| 超!A&G+ 土曜 24:30-25:00枠                                                                       |                                                                 |                                                                |
| 水原薫の今夜もパプリオーン - 2010年4月10日-10月2日放送。簡易動画つき。                           | 畑亜貴らじお 〜万能に滾る何様〜? （2010年10月9日-2011年1月1日） | 超!A&G+スペシャル （リピート2） （2011年1月8日-2012年1月21日） |